# 植田村 (愛知県渥美郡)
植田村（うえたむら）は、愛知県渥美郡にかつてあった村である。
現在の豊橋市の一部（植田町・大清水町など）に該当する。

## 歴史
- 1891年（明治24年）11月10日 - 植野村の一部（植田）が分立し、発足。
- 1906年（明治39年）8月31日 - 高師村、磯辺村、福岡村、野依村、大崎村とが合併し、高師村が発足。同日植田村は廃止。